# كوميدي سنترال عربية
كوميدي سنترال عربية (بالإنجليزية: Comedy Central Arabia)‏ هي النسخة العربية من كوميدي سنترال. تم إطلاقها في 7 مايو 2016. تعرض القناة برامج دولية ومحلية. وهي مرخصة من قبل شبكات فاياكوم سي بي إس أوروبا، الشرق الأوسط، أفريقيا، آسيا وتبث حصريا على أو إس إن.

## محتوى

### برامج محلية
بعض البرامج المحلية:
- قطعة 13
- كوميديا عالواقف
- منا و فينا
- السخرية (النسخة العربية)
- الكوميديون يحلون مشاكل العالم
- باد سنابرز
- الكوميديون في الحجر الصحي

### برامج دولية
كما تعرض كوميدي سنترال العربية برامج من كوميدي سنترال الأصلية مثل:
- ذا ديلي شو
- إمبراكتيكل جوكرز
- روست باتل
- ليب سينك باتل
- إقبض على المقاول
- فريندز
- كوميدي سنترال روست
- المستثمرون الجياع
- توش.0
- الكوميديون يحلون مشاكل العالم
- يقدم جيف روس روست باتل
- حفل عشاء مارثا آند سنوب بوتلوك
- مدمني العمل
- أوكوورد
- واندا سايكس: اللسان غير مقيد
- أزواج هوليوود الحقيقيون
- قلعة تاكيشي
- منطقة الصداقة
- الموعد الكارثي

## روابط خارجية
- الموقع الرسمي
- صفحة إنستغرام
- صفحة تويتر